# Tabanus cambodiensis
Tabanus cambodiensis es una especie de díptero de la familia de los tabánidos. Se distribuye en Camboya.